# 南丫島
南丫島（英語：Lamma Island）是香港第四大島嶼，屬於離島區，以優美的景色聞名，島上曾出土新石器至明清時代文物。

## 名稱

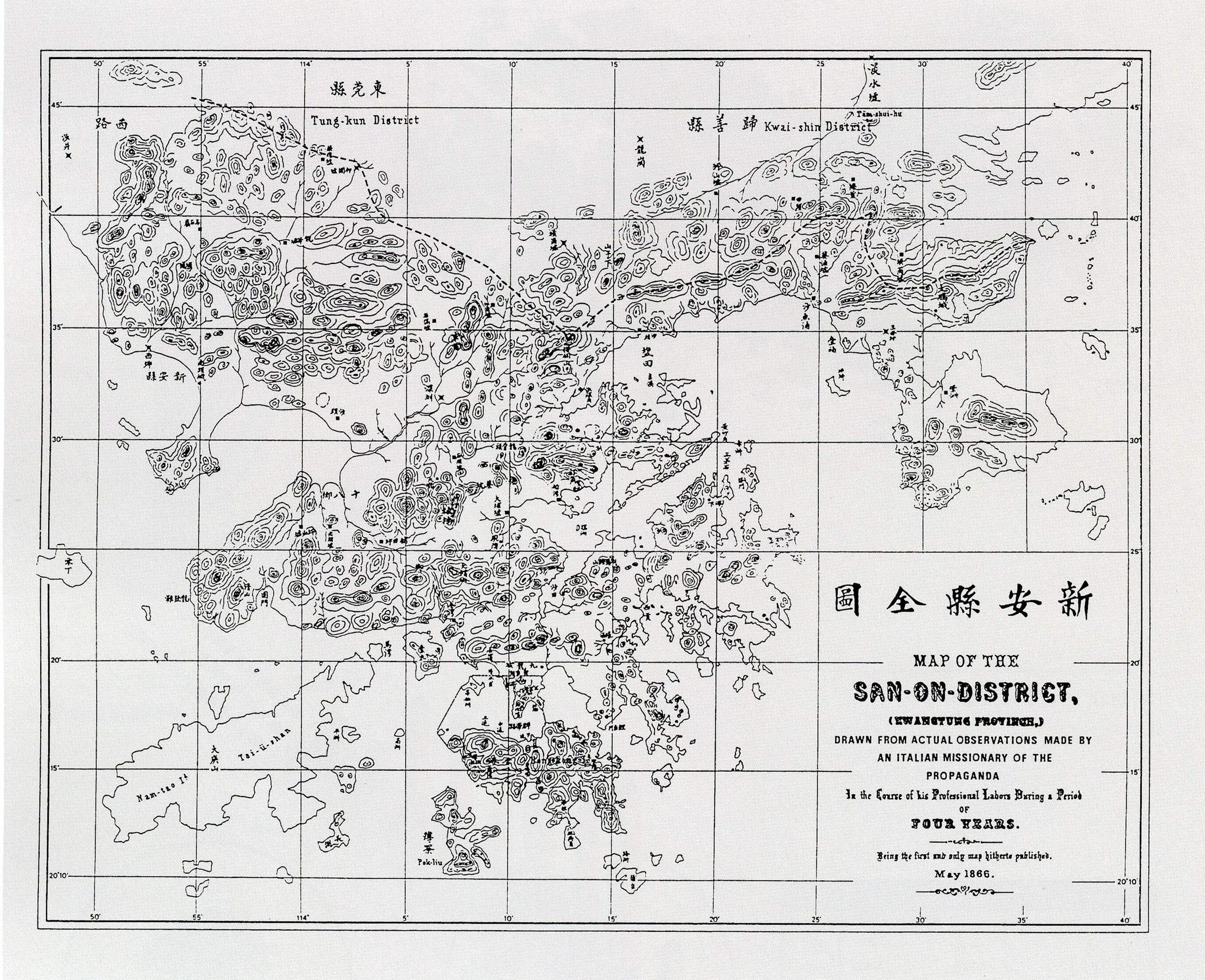
1866年（清同治七年）的《新安縣全圖》，當時的南丫島稱為「博寮」

南丫島古稱舶寮洲，於唐朝宋朝之時曾為停泊往廣州貿易的外國船隻之地，亦作「泊潦」、「博寮」、「薄寮」。由於島嶼位於香港之南，形狀像漢字的丫，因此得名為南丫島，並逐漸取代原名，有時也會被記為「南Y島」，而其英文又像大寫Y的形狀，所以又有Y Island的英文別稱。香港淪陷期間，一度復用舊名，名博寮島，戰後又恢復南丫島名。1964年，南丫北段鄉事委員會曾向南約理民府建議將南丫改名為南雅，但不獲接納。

## 地理

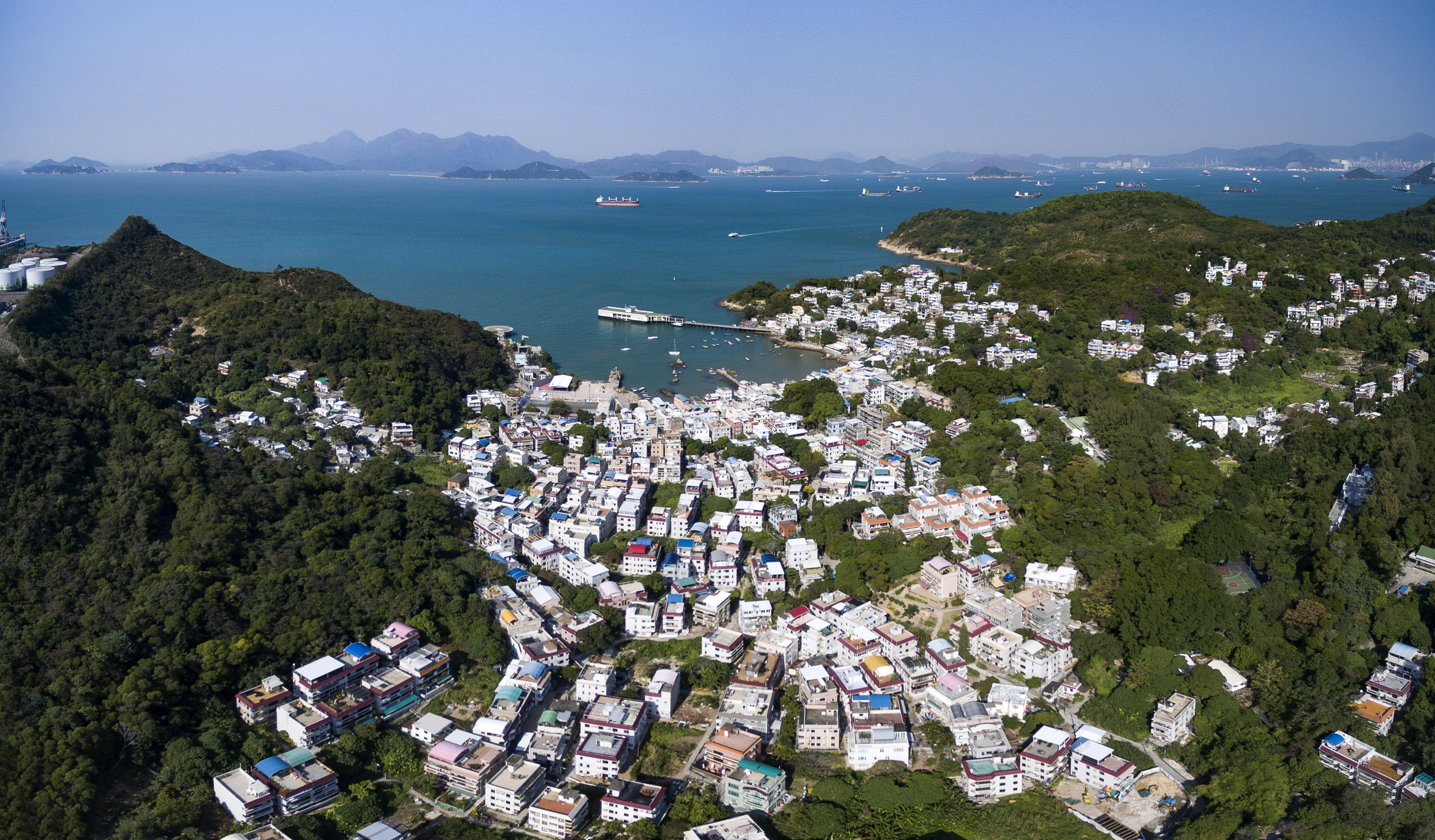
南丫島一帶的建築物

南丫島家樂徑

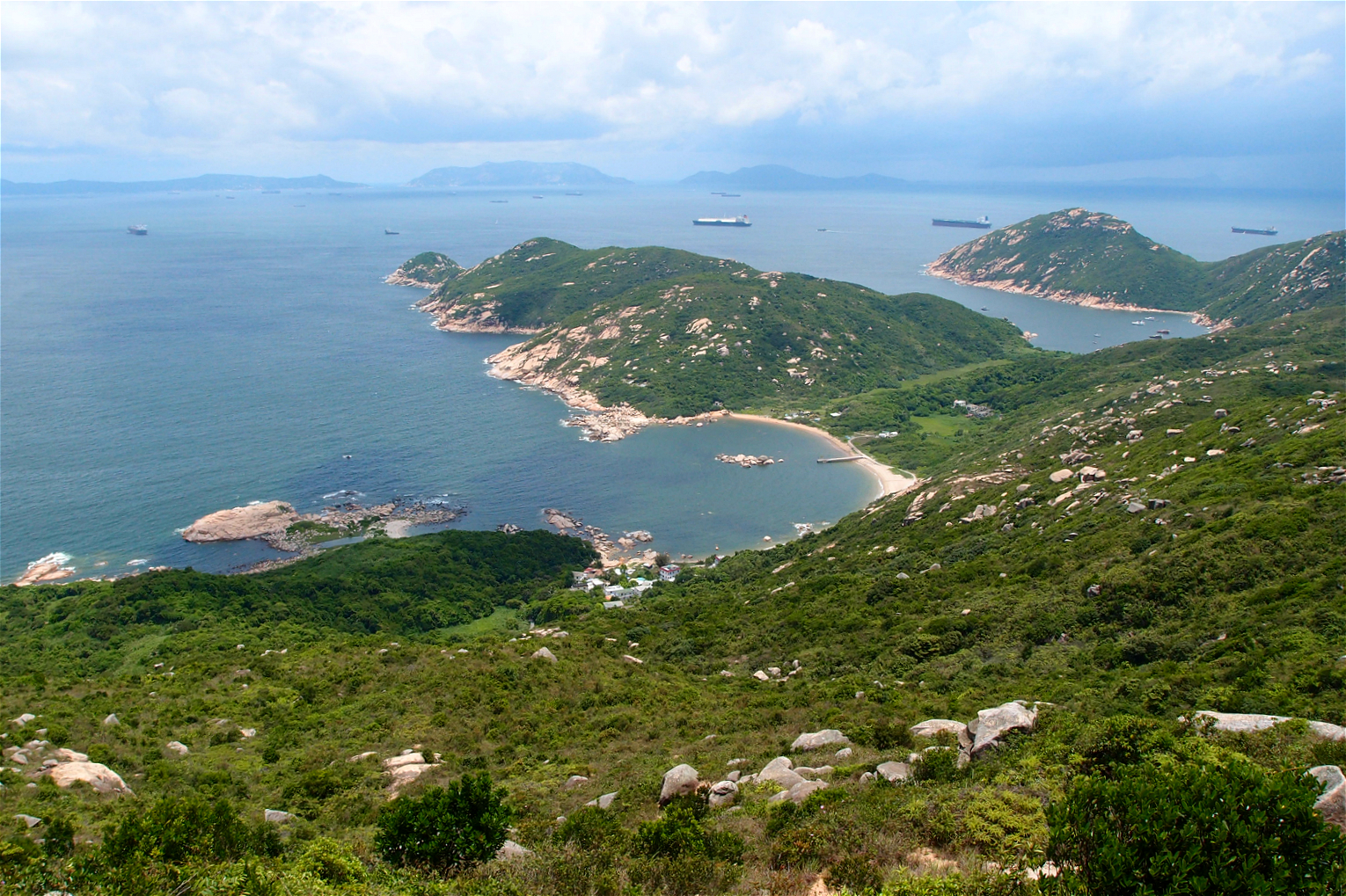
菱角山，面向深灣的圓角和大角

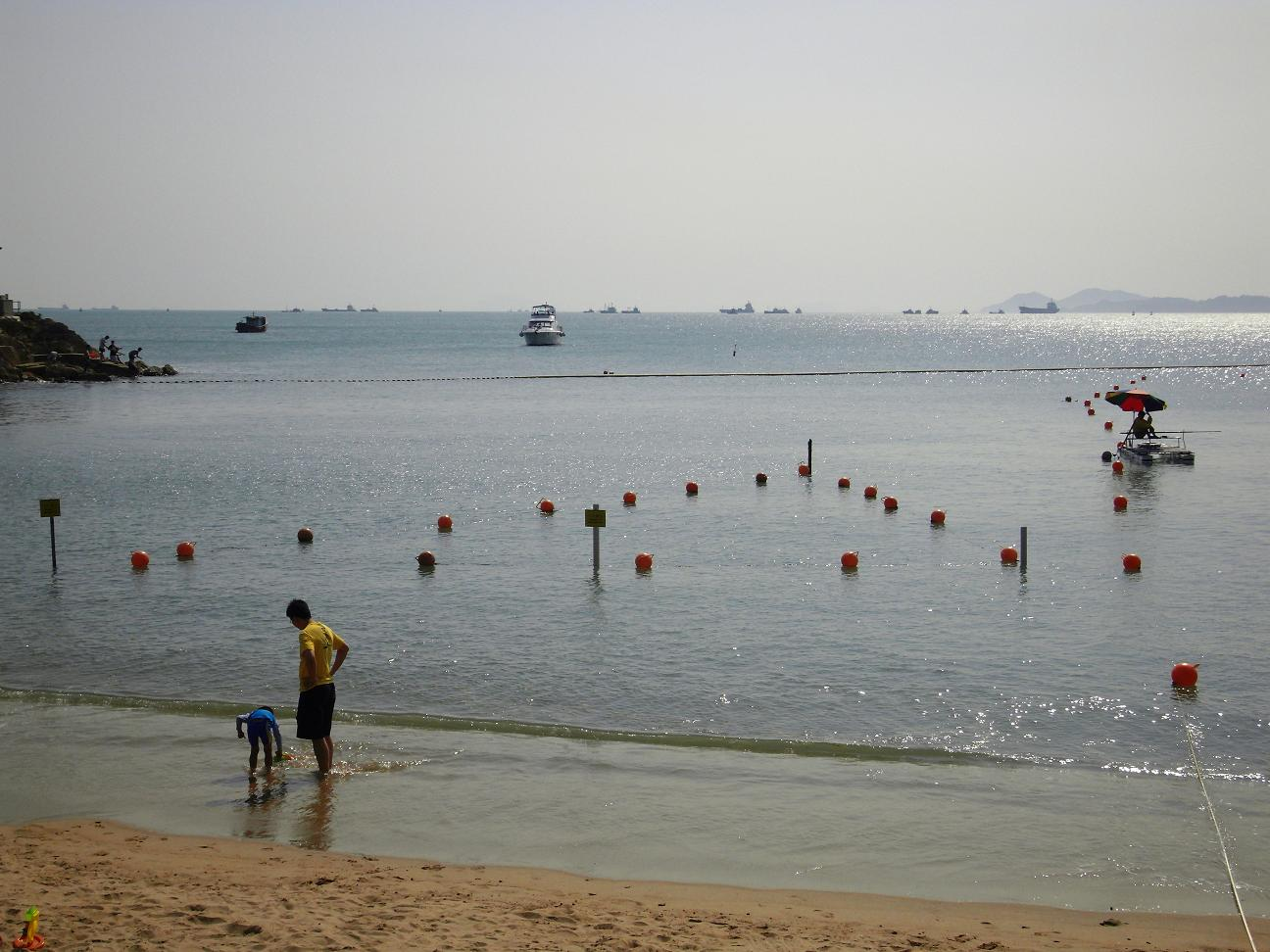
蘆鬚城泳灘

南丫島位於香港島的西南，面積約13.85平方公里，僅次大嶼山、香港島及赤鱲角，是全香港第四大島嶼。南丫島東西兩邊均為海峽：分別為東面的東博寮海峽面對香港島南區，和西博寮海峽面對長洲，南面為南中國海，再南一點到達擔桿列島。
全島以山地居多，最高點為南面的山地塘（海拔353米），其次為東南部的菱角山（海拔250米）。在島北的榕樹灣、北角、及島中央的蘆鬚城和索罟灣有一些平地，西北部有一個人工填海區──波羅咀。

## 人口
根據2021年人口普查，南丫島上近6,700位居民中約55%為華裔、23%為白人，年齡中位數為45.6歲。华裔居民又可分为原居民及非原居民，其中原居民享有新界小型屋宇政策。岛内几乎所有住宅均为丁屋，大多住在北面地勢較平坦、可用作耕地的榕樹灣一帶（通稱「北段」）；不過亦有人住在南面的索罟灣（通稱「南段」）。現時兩處皆有渡輪服務往返中環。此外也有部份居民聚居在北部的北角和東南部的模達灣。位於南丫東部模達灣以東的厓頭，則由富商林良成單一擁有，該臨海地段建有別墅、網球場、泳池及巨型鳥籠等，佔地估計達十萬平方呎。2018年該地皮出售予寶悅環球。
自1970年代香港經濟起飛，很多年輕居民搬出香港謀生，南丫島一如其他鄉村發展般，剩下年長的一輩在島內。1990年香港電燈有限公司在島的西北部波羅咀填海建立南丫發電廠取代鴨脷洲發電廠之後，較多外籍的工程師搬到南丫島榕樹灣一帶聚居，區內漸有一些西式茶座、餐廳，島上中西文化交匯。1997年香港主權移交後，南丫島內有部份外籍人士遷離，但仍然不減島內的洋化氣息。

## 未來發展
2014年3月10日，香港政府修訂前南丫石礦場土地未來用途發展規劃研究範圍，面積約60公頃，其中包括20公頃以上土地可以容納十萬人口，將興建私人及資助房屋，同時發展旅遊和康樂設施，如度假酒店、室外康樂和水上運動中心等。

## 主要設施

### 大型基建

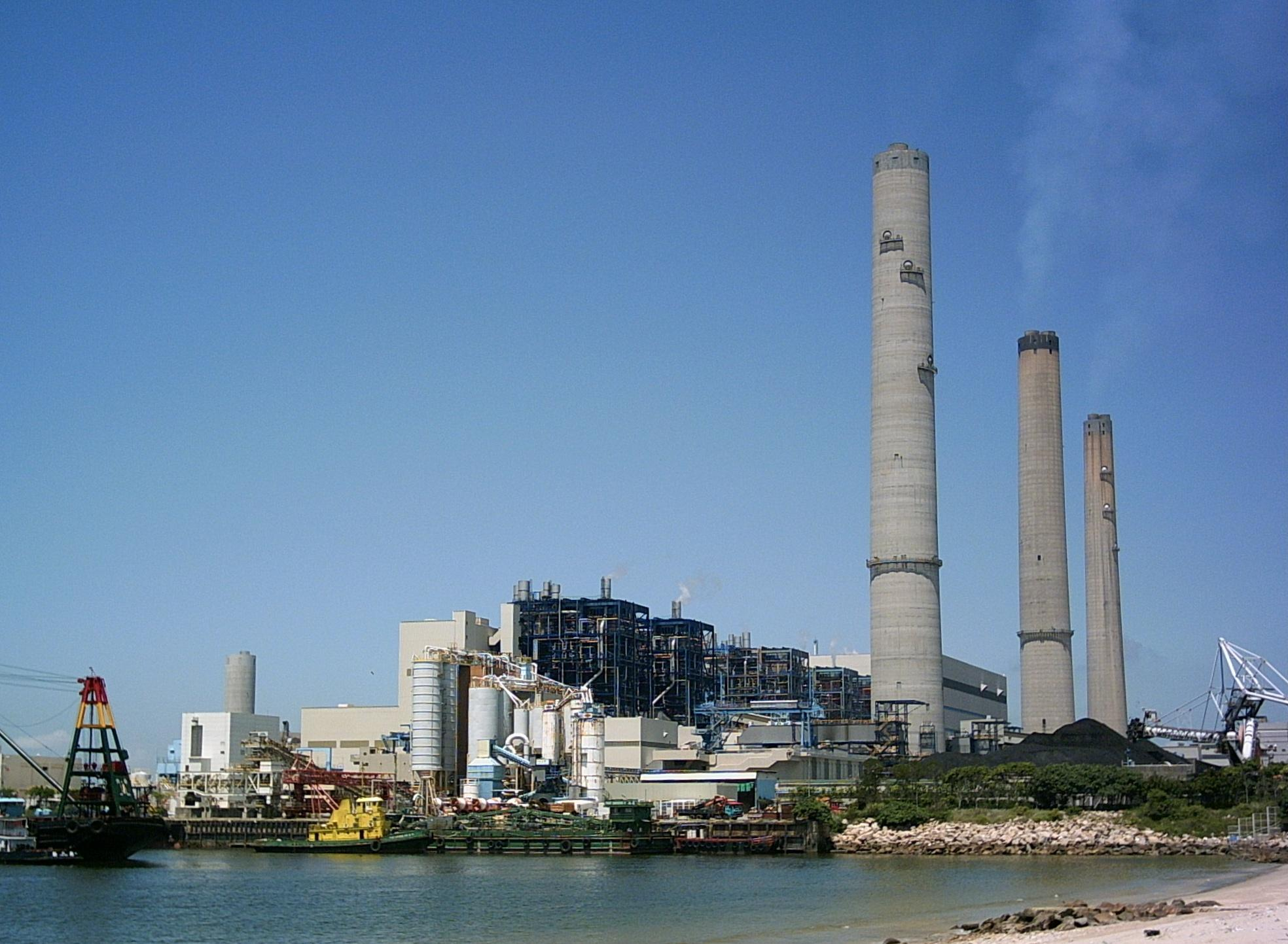
南丫發電廠

- 南丫發電廠
- 南丫風采發電站
- 南丫島發射站

### 公共設施
- 南丫島南段公共圖書館
- 南丫島北段公共圖書館及南丫島歷史文物室
- 南丫北段公立小學
- 天主教露德聖母幼稚園

### 主要街道

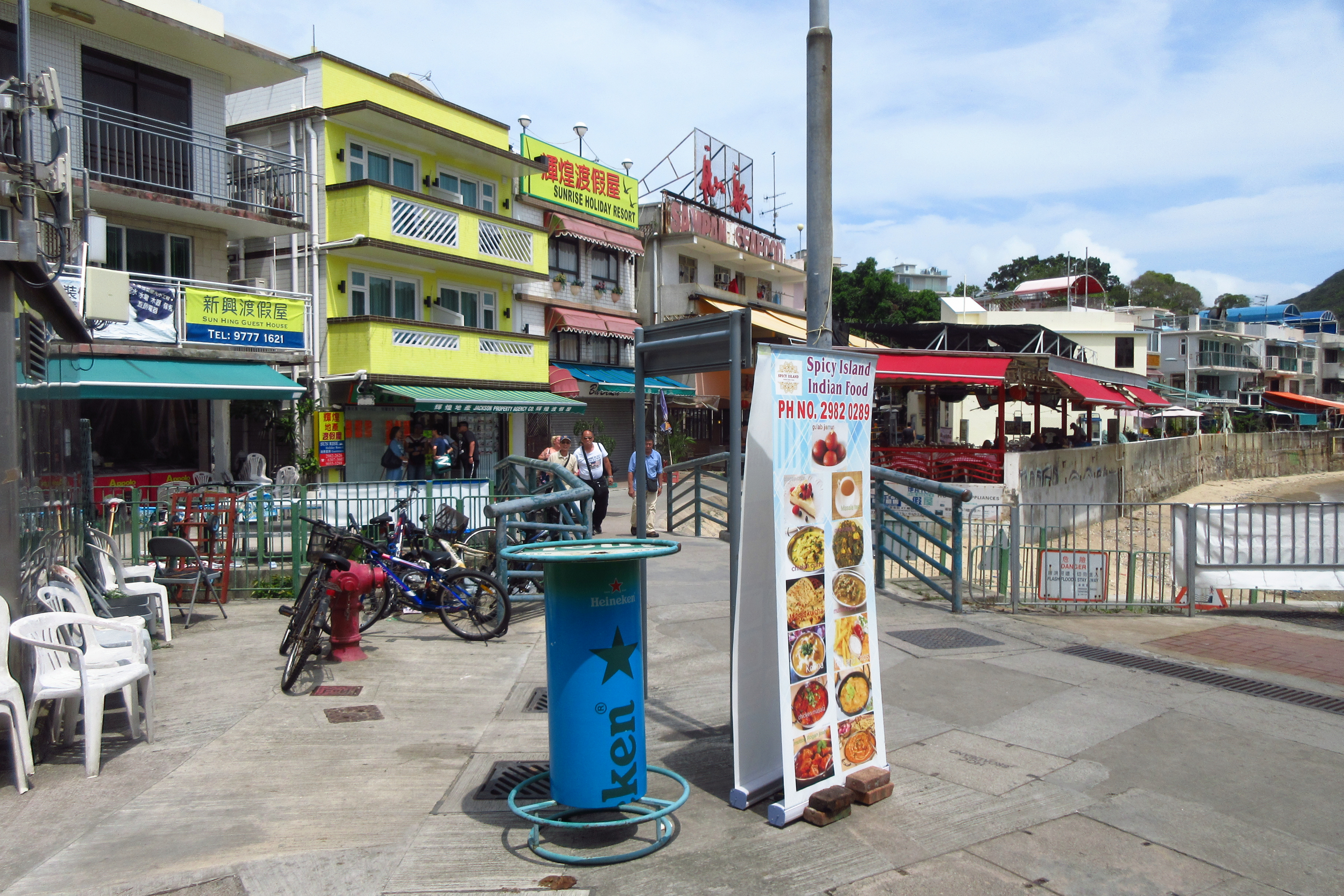
榕樹灣大街

- 榕樹灣大街
- 榕樹灣後街
- 索罟灣第一街

## 旅遊

### 景點
- 榕樹灣：區內有特色的西式茶座和餐廳，橫街窄巷的村屋亦充滿洋化氣息。
- 鹿洲天后廟：位於南丫島東邊的鹿洲村村東海濱。建於清同治7年（1868年），屬三殿廟宇，正殿奉天后娘娘，左邊為慈母殿、右邊為真君殿。廟內設有清同治年間製的銅鐘和香案。
- 索罟灣：昔日是一個天然漁港。現因人口遷出令該區較榕樹灣荒蕪。天后宮廟位於村口，相傳建廟達150年以上，廟內置有清朝的聚寶盆和古鐘。廟曾經被燒毀。
- 洪聖爺灣：一個小型泳灘，為游泳熱地,設有燒烤場和淋浴間。
- 深灣：位於島南部一個深凹的海灣，面對南中國海，這裡是野生綠海龜的產卵地，香港政府亦將該海灣沙地劃為限制地區，於每年6月1日至10月31日的綠海龜繁殖季節除特定工作人員，禁止人們進入深灣海灘區域以免做成破壞。
- 南丫風采發電站：位於大嶺，由香港電燈興建的全港第一台具商業規模的風力發電站。
- 南丫島生態旅遊徑：生態旅遊徑2008年5月25日落成啟用，生態旅遊徑有三條，分別位於南丫島的南、北和中部，長短不一，步行時間由一個半至三小時不等。是由香港電燈公司與長春社合作在島上開發，以增進市民對南丫島的歷史、文化及自然生態的認識。
- 神風洞：相傳是香港日治時期日軍的「神風敢死隊」挖掘並在當時有日軍的「特攻兵器」震洋艇部署駐防。
- 南丫島漁民文化村：南丫島漁民文化村建於索罟灣的漁排之上，村內設施包括一艘三桅漁船、古董搖櫓舢舨和龍舟等。可以在此認識香港漁民的傳統文化，還可享受漁撈之樂。[8]

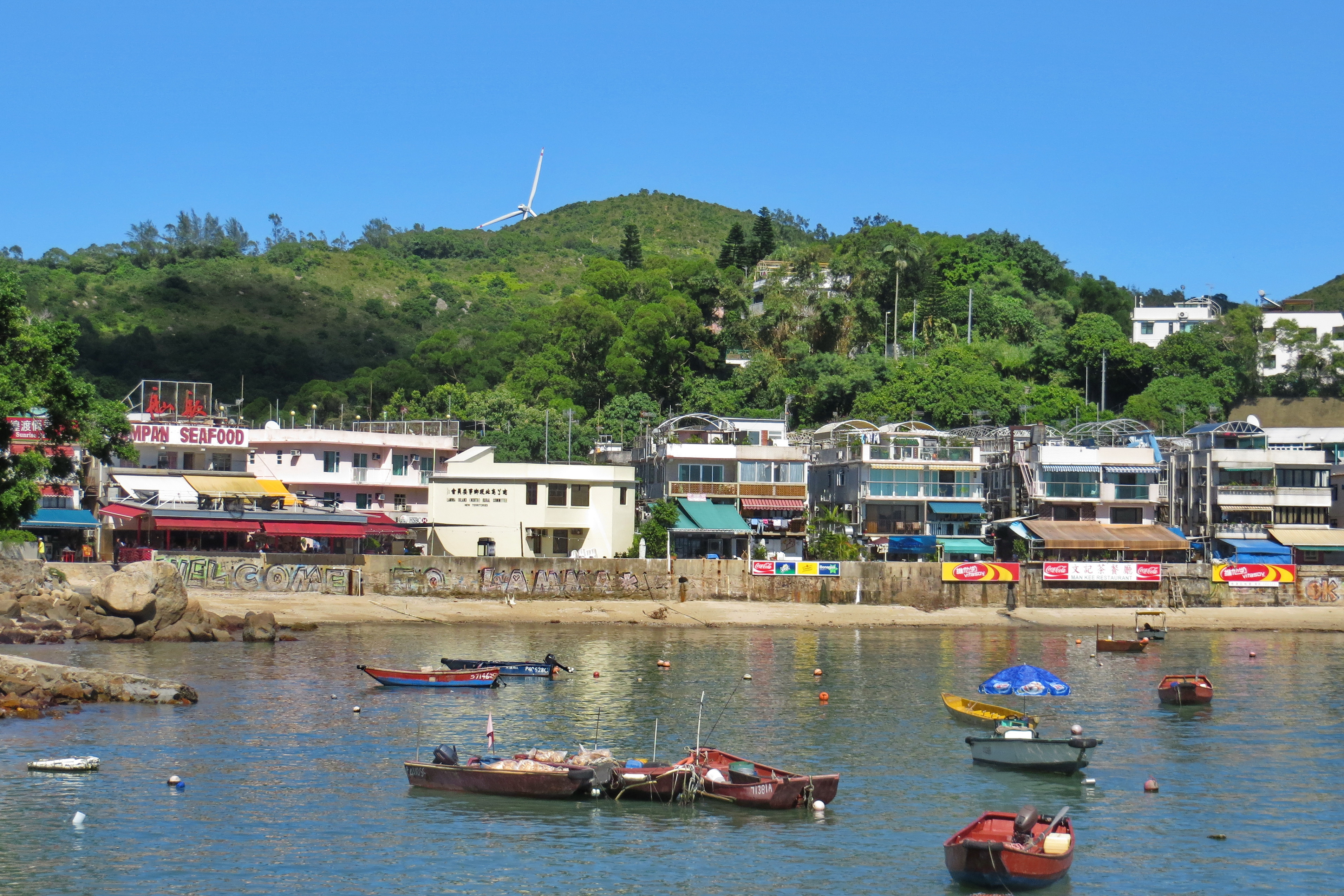
榕樹灣
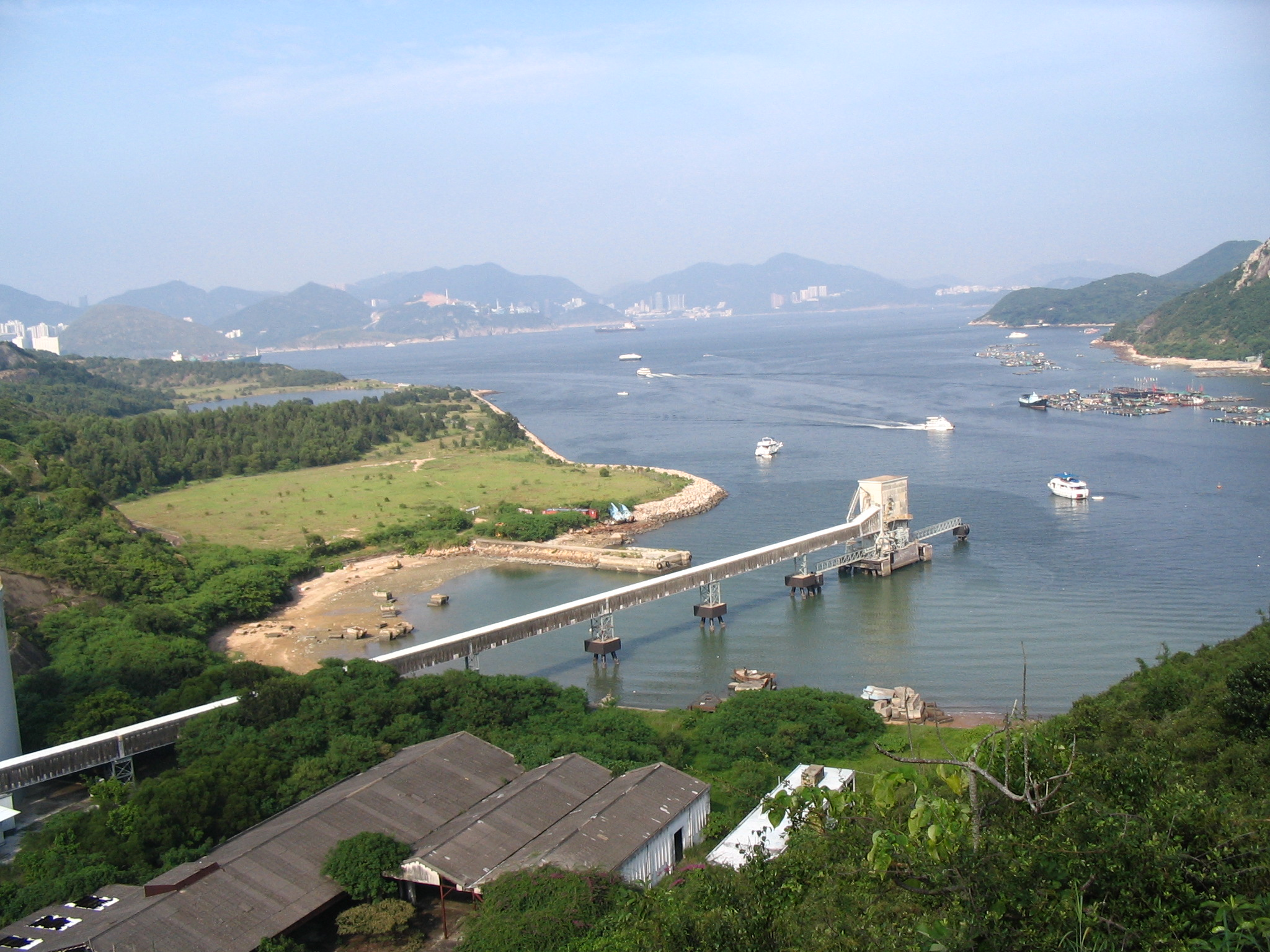
前索罟灣水泥廠
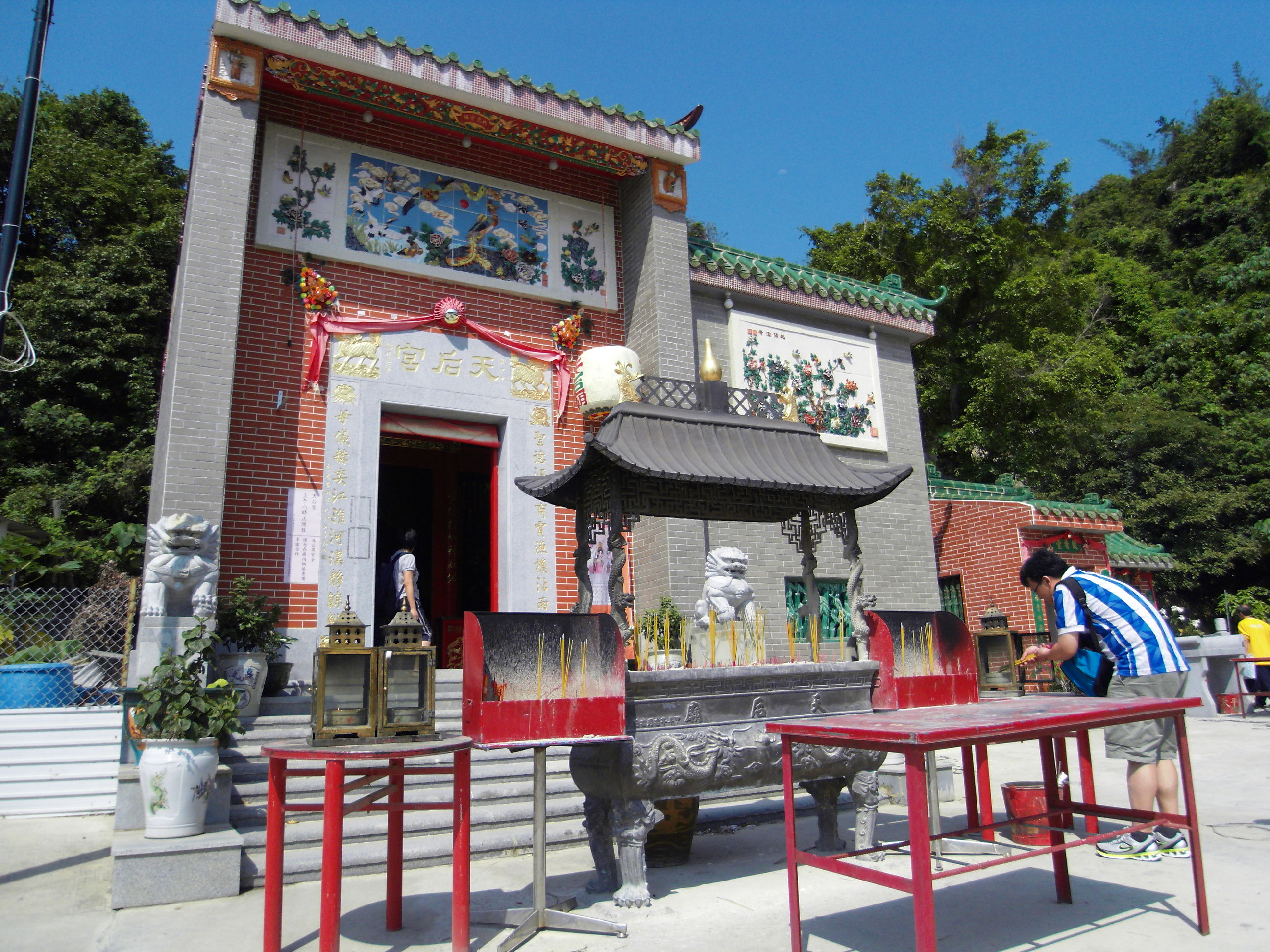
索罟灣的天后宮
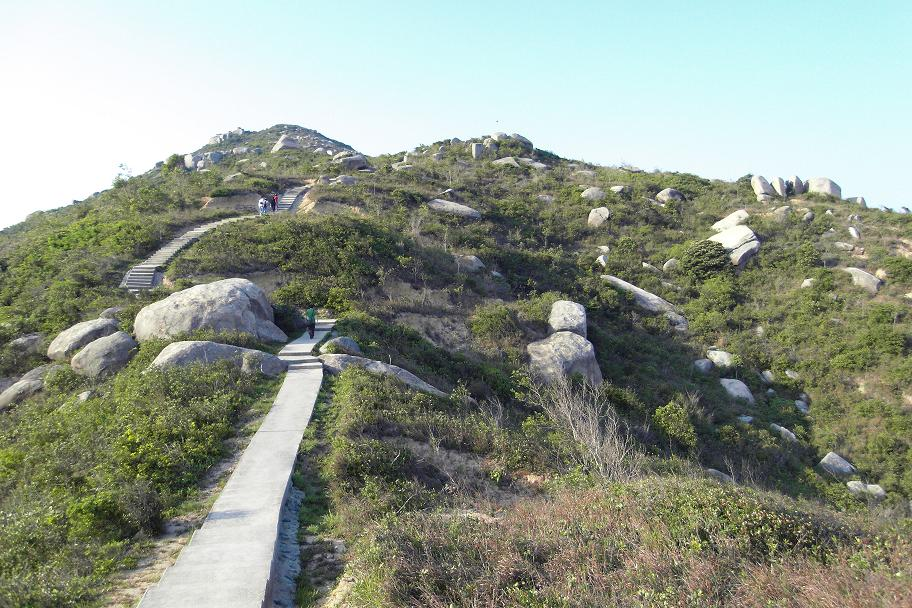
菱角山

### 住宿
- Dayan Resort Lamma Island 達洋貓主題渡假酒店[9]
- 輝煌渡假屋

## 交通
南丫島對外交通完全依靠渡輪。
- 港九小輪：有兩條路線往返南丫島與港島之間。
  - 榕樹灣 ⇄ 中環碼頭
  - 索罟灣 ⇄ 中環碼頭
- 翠華船務：有一條路線往返南丫島與港島之間。
  - 榕樹灣 ⇄ 北角村 ⇄ 香港仔
- 全記渡：有一條路線往返南丫島與港島之間。
  - 香港仔 ⇄ 模達灣 ⇄ 索罟灣

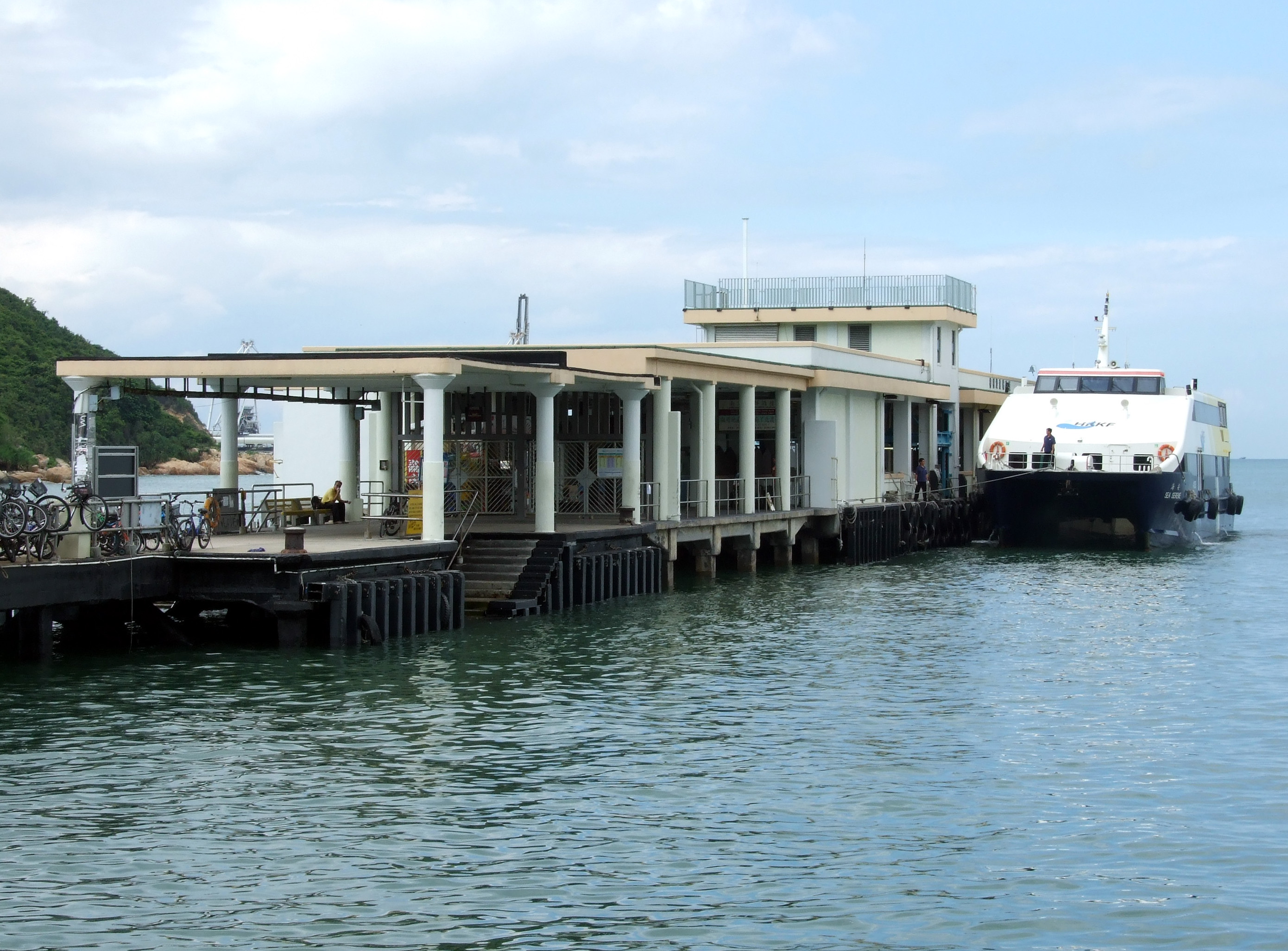
榕樹灣渡輪碼頭
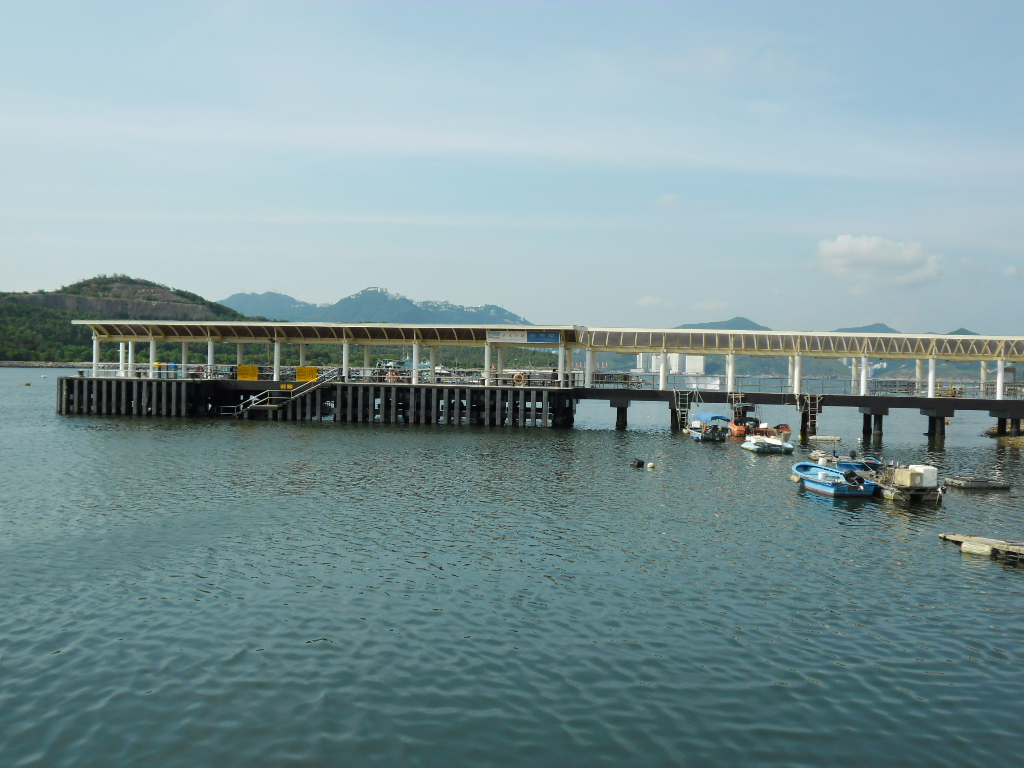
索罟灣渡輪碼頭
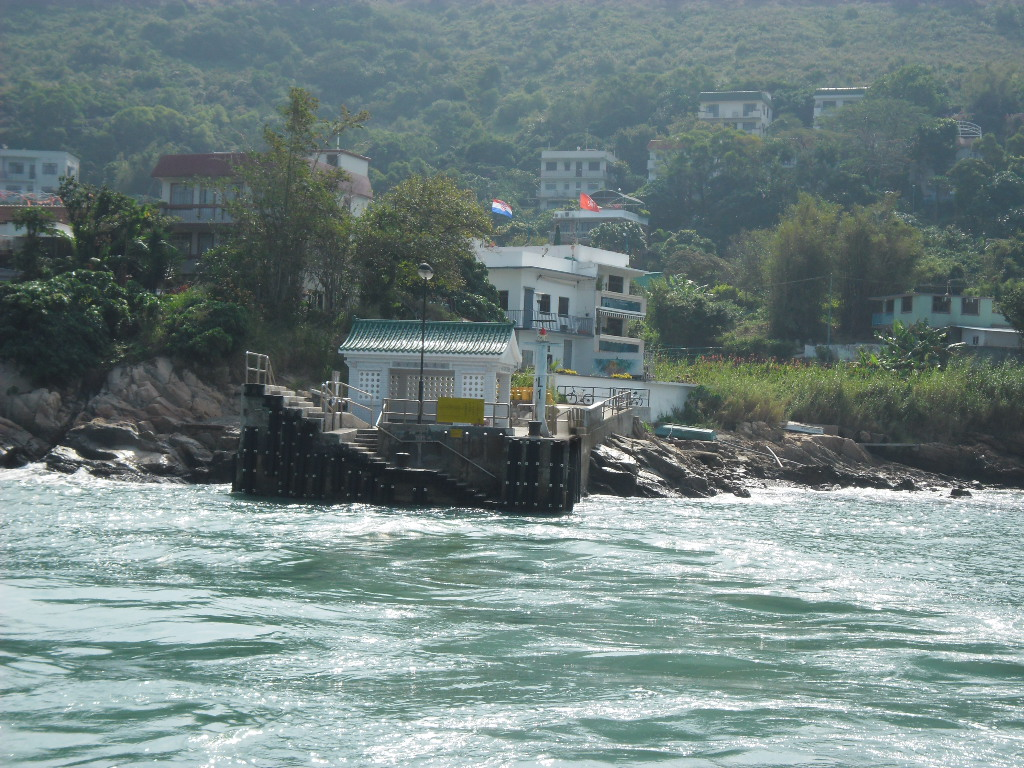
北角村碼頭
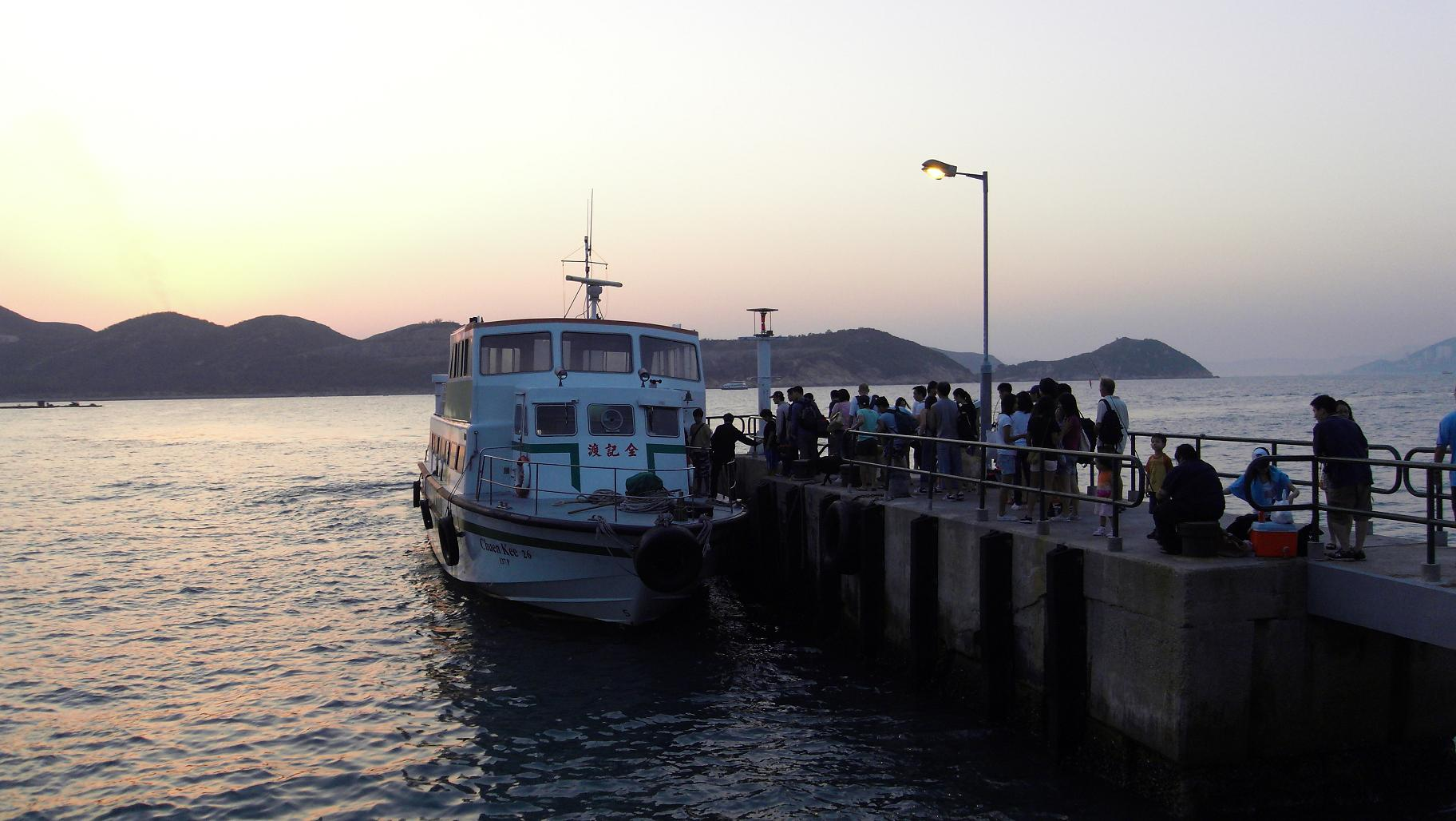
模達灣碼頭

## 嚴重事故
2012年10月1日晚上8時23分，在北角村西北的對出海面發生了南丫島撞船事故。香港電燈的客船南丫四號（Lamma 4）被港九小輪的海泰號（Sea Smooth）撞擊後沉船，兩艘船上127人全部墮海，包括124名乘客與3名船員；釀成39死92傷，為自從1971年佛山號翻沉事故以來最嚴重的海難。

## 著名人士
- 劉香（？－1635年），明朝中國海盜，十八芝武裝海商集團成員之一。[1]
- 約翰·盧文（1920年－1982年），香港著名外籍業餘爬蟲類與兩棲類動物學家，於1952年於南丫島發現盧文氏樹蛙。
- 周潤發（1955年－），出生於南丫島，國際著名電影演員。
- 勞烈斯（1995年－），於南丫島長大，香港足球代表隊成員，現時效力中超聯賽球會大連人。

## 區議會議席分佈
南丫島連同蒲苔島人口現時不足7,000人，遠低於一個區議會選區標準的17,000人，然而由於環境狀況及社區完整性，自1982年第一次區議會選舉以來，都獲准獨與蒲苔島劃為南丫及蒲台選區。

## 外部連結
- 港燈:生態旅遊徑落成啟用 （页面存档备份，存于）
- 南丫島故事